# Средња Думбрава
Средња Думбрава (рум. Dumbrava de Mijloc) је село у општини Думбрава, која припада жупанији Мехединци у Румунији.
Од Букурешта је удаљено 233 километара западно, од Дробета-Турну Северина 41 километар, а од Крајове 56 km западно.

## Демографија
Према попису из 2011. године у селу Думбрава де Мижлок је живело 58 становника (према попису из 2002. године било је 80 становника).
Етнички састав становништва села према попису из 2002. године је:
| Националност | Број | Проценат (%) |
| ------------ | ---- | ------------ |
| Румуни       | 80   | 100%         |
| Укупно       | 80   | 100%         |

Сви становници су се изјаснили да им је матерњи језик румунски:
| Језик          | Број | Проценат (%) |
| -------------- | ---- | ------------ |
| Румунски језик | 80   | 100%         |
| Укупно         | 80   | 100%         |